# Pithecellobium macrandrium
Pithecellobium macrandrium là một loài thực vật có hoa trong họ Đậu. Loài này được Donn.Sm. miêu tả khoa học đầu tiên.